# Parafia św. Stanisława Kostki i Najświętszej Maryi Panny Matki Kościoła w Karlinie
Parafia św. Stanisława Kostki i Najświętszej Maryi Panny Matki Kościoła w Karlinie – rzymskokatolicka parafia położona w dekanacie wolborskim archidiecezji łódzkiej. Swoim obszarem obejmuje wieś Karlin i pobliskie: Brzoza, Doły Brzeskie, Jarosty, Kafar, Papieże, Pieńki Karlińskie, Władysławów, Wola Bykowska.

## Historia parafii
Parafia erygowana 1 października 1989 przez biskupa diecezjalnego łódzkiego Władysława Ziółka. Budowę kościoła rozpoczęto pod koniec czerwca 1992. Świątynia zaprojektowana została w tradycyjnej konwencji, według projektu arch. E. Brackiego i inż. K.  Łyczko, oddana do użytku i poświęcona 21 maja 2000 przez arcybiskupa Władysława Ziółka.
W ołtarzu kościoła znajduje się drewniana rzeźba Chrystusa, autorstwa ludowego artysty. Obrazy Stacji Drogi Krzyżowej namalowane zostały przez artystę amatora. Ołtarz, ambonka i chrzcielnica – kamienne.

## Grupy parafialne
Asysta, ministranci, Rada Parafialna, schola dziecięca, Żywa Róża.

## Proboszczowie
- ks. Zbigniew Kaczmarkiewicz (1989–2008)
- ks. Krzysztof Florczak (27 sierpnia 2008 – 2013)[1]
- ks. Roman Kurzdym (2013–2018)
- ks. Antoni Marcinków (2018–2019)[2]
- ks. Robert Nowak (2019–2024)[3]
- ks. Marek Mielcarek (od 7 lipca 2024)[3]